# Jan V. Novák
Jan V. Novák, född 1921, död 1984 i Tyskland, var en tjeckisk kompositör.

## Biografi
Novák lärde sig i barndomsåren att spela fiol och piano och började komponera musik vid 17 års ålder. Han tog sin studentexamen i Brno och studerade därefter komposition för V. Petrželka och pianospel för F. Schäfr vid konservatoriet i Brno. Efter ett avbrott under andra världskriget utexaminerades han där 1946.
Efter en kortare tids ytterligare studier vid Scen- och musikhögskolan flyttade han till USA, där han studerade för Bohuslav Martinu i New York, vilket fick en stor betydelse för hans komponerade verk.
Novák komponerade främst instrumentalmusik, bl. a. solokonserter för olika instrument, men också musik för film och teater, som t. ex. Kristuspassionen, Romeo och Julia, Caesar. Förutom att vara en skicklig musiker var han också intresserad av latin och skrev på 1960-talet dikter på detta språk.
Vid den sovjetiska invasionen i Tjeckoslovakien 1968 lämnade Novák landet och var därefter verksam i Danmark och Schweiz.